# Pupinspole
Pupinspole är en självinduktionsspole som är avsedd att kopplas in med jämna mellanrum i längre telefonkablar. Vid längre telefonlinjer motverkar insättning av induktanser, så kallad pupinisering, den dämpande inverkan som kapacitansen mellan de två trådarna i ledningen har på telefonsignalen. Pupinspolarna insätts med ett avstånd på 1 till 3 km. Induktansen är typiskt 20 mH per kilometer. Den först införda pupiniserade kabeln i Sverige var en telefonkabel mellan Malmö och Lund år 1901. Den första pupiniserade blankledningen lades 1911 mellan Stockholm och Sundsvall.
Pupinspolen uppfanns av Mihajlo Idvorski Pupin 1899 och har haft en revolutionerande inverkan på långdistanslelefonins utveckling under 1900-talet.